# Linkshandige golfer

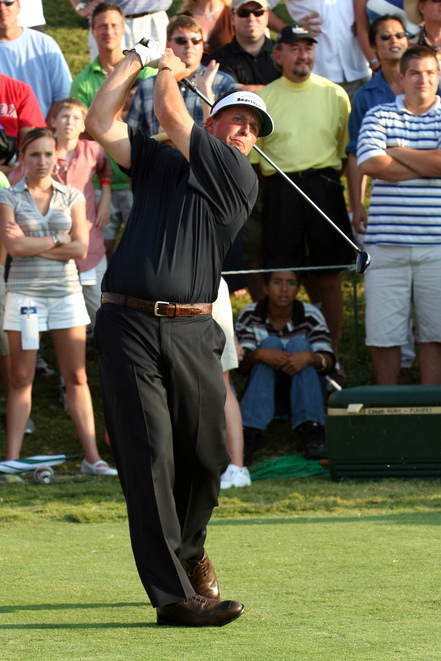
Phil Mickelson, linkshandig
nummer 2 van de wereld

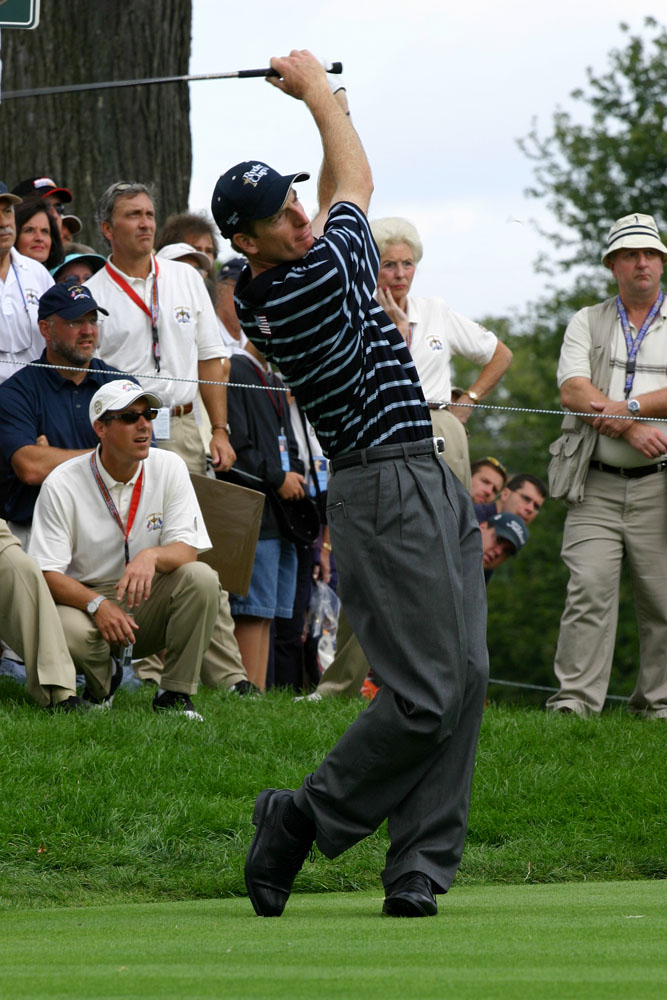
Jim Furyk, rechtshandig
nummer 5 van de wereld

Een linkshandige golfer is een golfer die tegen de linkerkant van de bal slaat.
Golf speel je met twee handen, dus het is een vreemde uitdrukking om te zeggen dat iemand linkshandig speelt. Het is niet vergelijkbaar met iemand die linkshandig schrijft. Iemand die linkshandig golft, doet de gehele beweging precies zoals een 'gewone' speler, alleen spiegelbeeldig. Hij heeft hiervoor andere golfclubs nodig en hij draagt een rechter handschoen om een goede grip te hebben. Een linkshandige speler wordt vaak een "lefty" genoemd.
Voor medespelers is het soms verwarrend want je moet er soms wel rekening mee houden. Zo ga je uit beleefdheid op de tee vaak tegenover de speler staan als hij gaat afslaan, zodat je hem niet afleidt. Als een linkshandige speler afslaat moet je dus naar de andere kant van de tee gaan.
Veel golfers die in het dagelijkse leven linkshandig zijn, spelen golf rechtshandig, hoewel dit nooit zo genoemd wordt. Linkshandig spelen heeft een klein nadeel: het is moeilijk om golfclubs te huren of lenen bijvoorbeeld tijdens vakantie. Als klein voordeel kan gezien worden dat een linkshandige speler zijn eigen swing in een spiegel goed kan vergelijken met andere rechtshandige spelers. In de spiegel ziet de linkshandige speler immers een rechtshandige swing.

## NK voor Lefties
Op de Twentsche Golfclub in Delden wordt sinds 1989 jaarlijks een Nationaal kampioenschap voor Lefties georganiseerd door de "Dutch Lefties Society". Het vindt altijd plaats op de laatste zaterdag van de maand september. Alle deelnemers zijn lid van deze society, die ruim 250 leden heeft. De spelvorm is stableford, en de maximale handicap is 30.

In 2009 was de 21ste editie, deze werd gewonnen door Michel Korthout van Golfclub De Lage Mors.

## Bekende lefties
De meest succesvolle lefty is Bob Charles, die ruim 70 overwinningen heeft behaald en op 71-jarige leeftijd twee keer zijn leeftijd heeft 'verslagen', dat wil zeggen een lagere score heeft gemaakt dan zijn leeftijd.

De hoogst genoteerde lefty in 2010 is Phil Mickelson, hij staat op de 2de plaats van de Official World Golf Ranking achter Tiger Woods.
- Robbie Richards
- Bob Charles, de eerste lefty die een Major won (Brits Open 1963)
- Phil Mickelson, hij won drie Majors (2004, 2005, 2006)
- Bubba Watson
- Mike Weir, de eerste Canadees die een Major won (de Masters in 2003) en de tweede lefty die een Major won.

Martin Laird begon linkshandig te spelen maar speelt nu rechtshandig.
In de Verenigde Staten bestaat de National Association of Left-Handed Golfers (NALG). Er bestaat ook een World Association of Left-Handed Golfers (WALG).